# Sinebrychoffsparken

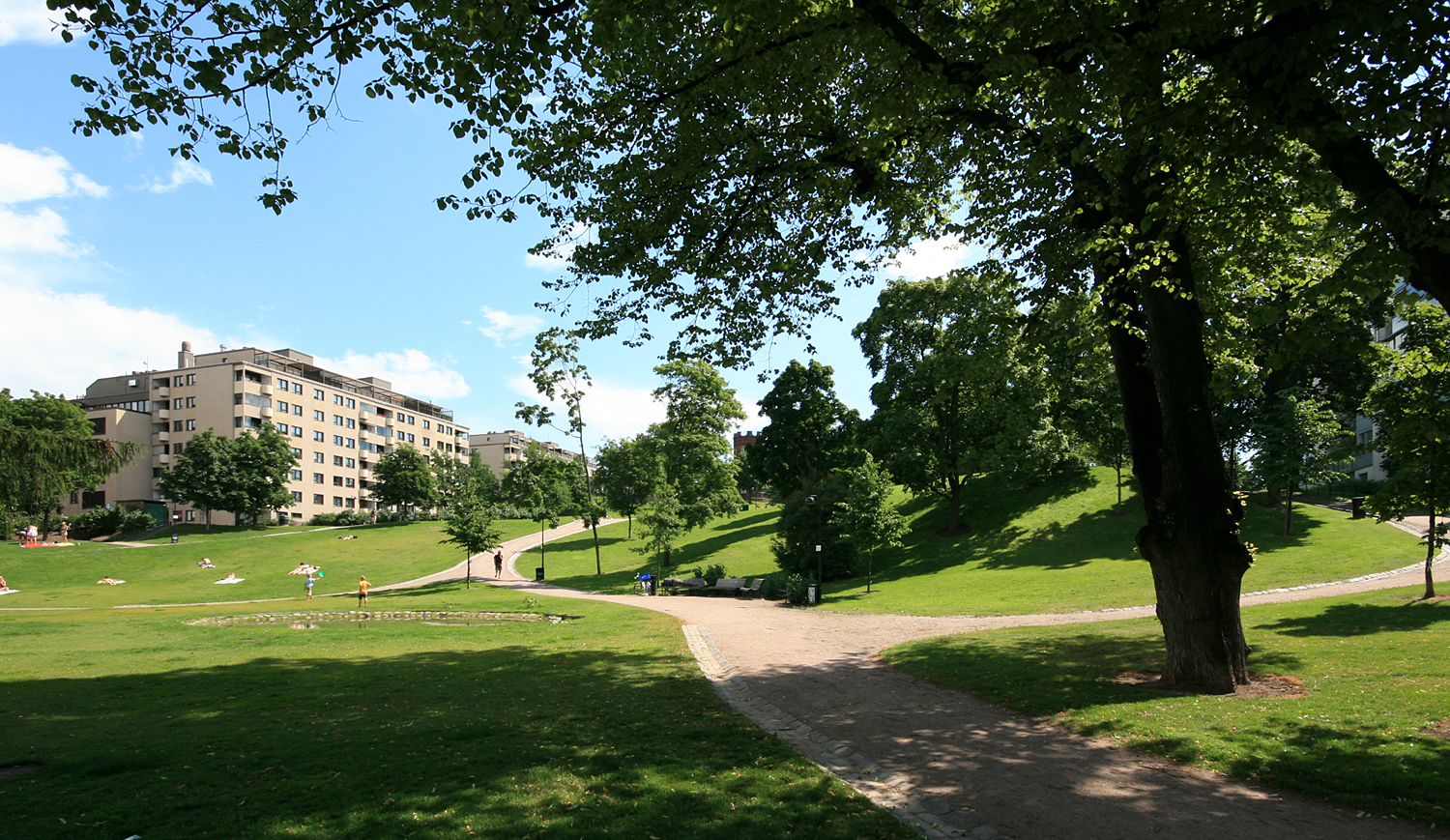
Sinebrychoffsparken

Sinebrychoffsparken (i talspråk Koff-parken, finska: Sinebrychoffin puisto) är en park i stadsdelen Rödbergen i Helsingfors. 
Parken anlades av Nikolaj Sinebrychoff som 1819 grundade bryggeriet Sinebrychoff vid platsen.